# Oberamt Laupheim

Oberamt Laupheim (Nr. 27) auf der Karte der württembergischen Oberämter, Stand 1926

Das Oberamt Laupheim war ein württembergischer Verwaltungsbezirk, der 1842 durch Umbenennung des 1808 formierten Oberamtes Wiblingen entstand, 1934 in Kreis Laupheim umbenannt und 1938 zum größten Teil mit dem Landkreis Biberach verschmolzen wurde. Allgemeine Informationen zu württembergischen Oberämtern siehe Oberamt (Württemberg).

## Geschichte

Oberamt Wiblingen, Gebietsstand 1813, mit den früheren Herrschafts- und Ämtergrenzen
Legende

Die im nördlichen Oberschwaben zwischen Donau, Iller und Riß gelegene Region zählte seit dem Mittelalter zum Einflussbereich der Habsburger. Infolge des Preßburger Friedensvertrages und der Rheinbundakte wurden dem 1806 zum Königreich aufgewerteten Württemberg die Besitzungen des Klosters Wiblingen, vormals vorderösterreichischer Landstand, zugesprochen, und auch einige Rittergüter kamen unter württembergische Hoheit. Innerhalb des 1806 gebildeten Oberamts Biberach, dem diese Neuerwerbungen zunächst angehörten, wurde 1808 das Unteramt Wiblingen eingerichtet. Nachdem der Pariser Grenzvertrag die bayerisch-württembergische Grenze entlang der Iller endgültig festgelegt hatte, wurde Wiblingen 1810 zum Oberamt aufgewertet. 1842 bestimmte man Laupheim zum Verwaltungssitz. Während Oberamt und Amtsgericht 1845 nach Laupheim umzogen, blieb das Kameralamt bis 1909 in Wiblingen. Nachbarn des von 1818 bis 1924 dem Donaukreis zugeordneten Bezirks waren die württembergischen Oberämter Ulm, Biberach, Ehingen und der bayerische Oberdonaukreis, später Kreis Schwaben und Neuburg, mit den Landgerichten Neu-Ulm und Illertissen.

### Ehemalige Herrschaften
1813, nach Abschluss der Gebietsreform, setzte sich der Bezirk aus Bestandteilen zusammen, die im Jahr 1800 zu folgenden Herrschaften gehört hatten:
- Vorderösterreich
Unter österreichischer Landeshoheit standen
  - das Kloster Wiblingen mit Wiblingen, Bihlafingen, Bronnen, Bühl, Donaustetten, Dorndorf, Hüttisheim, Steinberg mit Essendorf, Stetten, Unterweiler, sowie Anteilen an Altheim, Gögglingen, Harthausen und Weinstetten,
  - die Herrschaft Balzheim (Ober- und Unterbalzheim, Sinningen), verliehen an Freiherr von Palm bzw. die Erben der 1734 erloschenen Ehinger von Balzheim,
  - Mussingen, Harthöfe, verliehen an Schad von Mittelbiberach,
  - das 1796 als erledigtes Lehen eingezogene Dellmensingen,
  - die an Fugger verliehene Grafschaft Kirchberg, siehe unten.
- Reichsstadt Biberach: Baltringen, Burgrieden, Baustetten (1/3), Oberholzheim (2/3).
- Reichsstadt Ulm: Gögglingen (zum größten Teil).
- Reichsabtei Ochsenhausen: Schönebürg, Dietenbronn.
- Reichsabtei Gutenzell: Achstetten (1/3), Oberholzheim (1/3), Huggenlaubach, Mönchhöfe.
- Reichsabtei Heggbach: Baustetten (2/3), Mietingen, Sulmingen.
- Deutscher Orden, Kommende Altshausen: Illerrieden.
- Grafen Fugger
Die Linie zu Kirchberg und Weißenhorn besaß die Grafschaft Kirchberg als österreichisches Erblehen, den Blutbann als Reichslehen. Die Landeshoheit in Form von Steuer- und Waffenrecht lag jedoch bei Österreich. Zur Grafschaft zählten Unterkirchberg, Oberkirchberg mit Beutelreusch, Buch und Oberweiler, Humlangen, Rot, Schnürpflingen mit Ammerstetten und Beuren, Staig, Wangen, Wochenau sowie Anteile an Altheim, Harthausen und Weinstetten.
Die Linie zu Brandenburg besaß die zum Ritterkanton Donau steuernde Herrschaft Brandenburg mit Dietenheim, Regglisweiler, Hörenhausen, Sießen und Weihungszell.
- Reichsritterschaft
Beim Kanton Donau der schwäbischen Ritterschaft waren ferner immatrikuliert:
  - Schwendi, Großschafhausen (Fürst von Oettingen-Spielberg),
  - Laupheim (Freiherr von Welden),
  - Bußmannshausen, Orsenhausen, Walpertshofen, Kleinschafhausen, Jetzhöfe (Freiherr von Hornstein-Bußmannshausen),
  - Achstetten (2/3, Freiherr Reuttner von Weyl).
  - Zum Rittergut Hürbel (Freiherr von Freyberg) gehörte Hochdorf.
- Sonstige
Außerhalb der Ritterschaft stand die Herrschaft Wain, die der Freiherr von Herman 1773 von der Stadt Ulm erworben hatte.

## Gemeinden

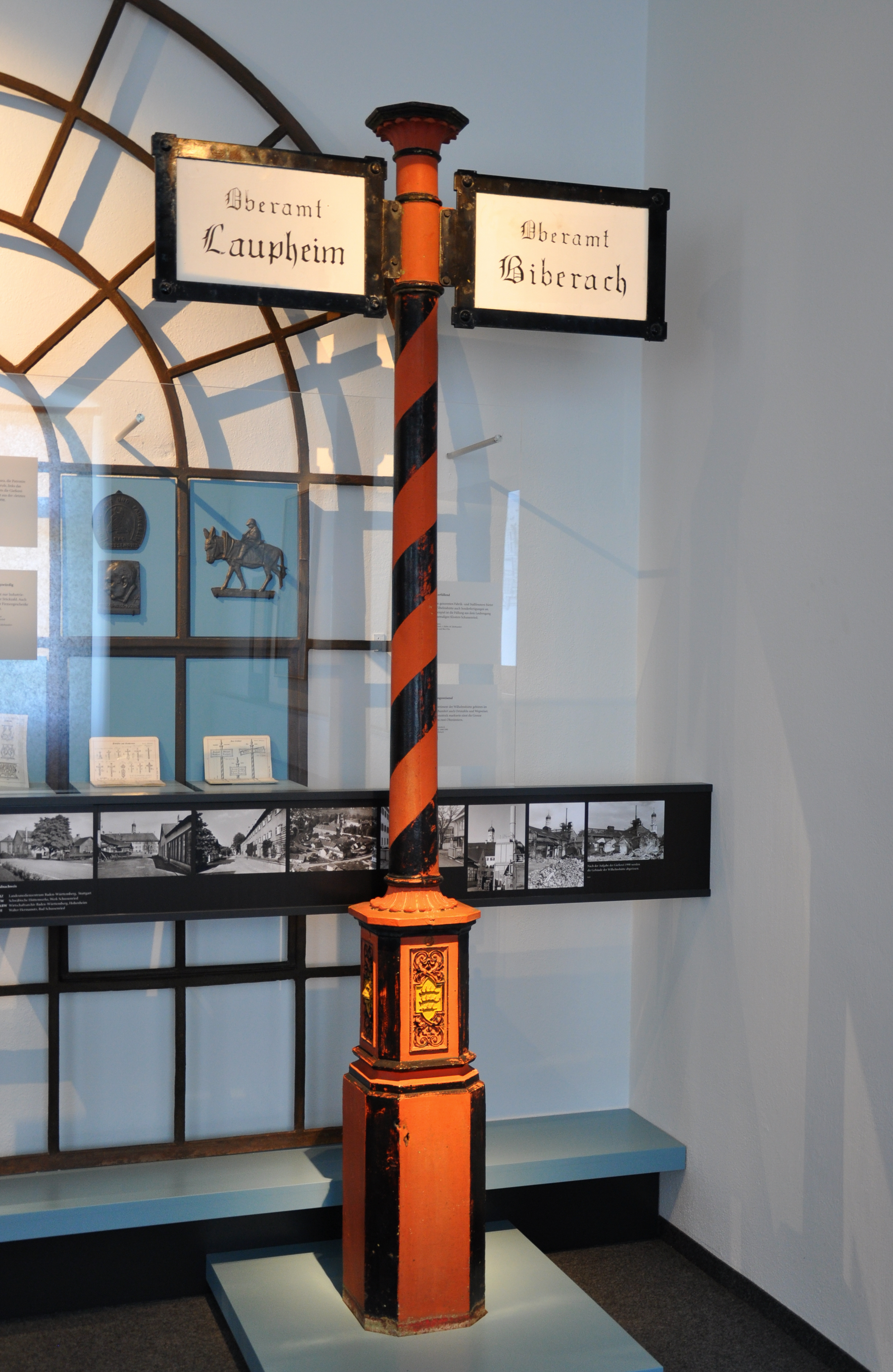
Oberamts-Grenzstock zwischen dem Oberamt Laupheim und dem Oberamt Biberach aus den 1890er Jahren, ausgestellt im Neuen Kloster Schussenried

### Einwohnerzahlen 1856
Folgende Gemeinden waren dem Oberamt 1856 unterstellt:
| frühere Gemeinde | evange- lisch | katho- lisch | israeli- tisch | heutige Gemeinde       |
| ---------------- | ------------- | ------------ | -------------- | ---------------------- |
| Laupheim         | 53            | 2863         | 796            | Laupheim               |
| Achstetten       | 13            | 780          | –              | Achstetten             |
| Altheim          | 1             | 317          | –              | Staig                  |
| Baltringen       | –             | 501          | –              | Mietingen              |
| Baustetten       | –             | 568          | –              | Laupheim               |
| Bihlafingen      | –             | 321          | –              | Laupheim               |
| Bronnen          | –             | 304          | –              | Achstetten             |
| Burgrieden       | 90            | 648          | –              | Burgrieden             |
| Bußmannshausen   | –             | 471          | –              | Schwendi               |
| Bühl             | –             | 167          | –              | Burgrieden             |
| Delmensingen 1   | 16            | 874          | –              | Erbach                 |
| Dietenheim       | 18            | 1257         | 6              | Dietenheim             |
| Donaustetten     | 3             | 423          | –              | Ulm                    |
| Dorndorf         | 3             | 367          | –              | Illerrieden            |
| Gögglingen       | 7             | 304          | –              | Ulm                    |
| Großschafhausen  | –             | 328          | –              | Schwendi               |
| Hüttisheim       | –             | 775          | –              | Hüttisheim             |
| Illerrieden      | 1             | 449          | –              | Illerrieden            |
| Mietingen        | –             | 932          | –              | Mietingen              |
| Ober-Balzheim    | 498           | 4            | –              | Balzheim               |
| Ober-Holzheim    | 462           | –            | –              | Achstetten             |
| Ober-Kirchberg   | 13            | 774          | –              | Illerkirchberg         |
| Orsenhausen      | –             | 408          | –              | Schwendi               |
| Regglisweiler    | 21            | 666          | –              | Dietenheim             |
| Rot              | –             | 402          | –              | Burgrieden             |
| Schnürpflingen   | –             | 613          | -              | Schnürpflingen         |
| Schönebürg       | –             | 493          | –              | Schwendi               |
| Schwendi         | 6             | 1070         | –              | Schwendi               |
| Siessen          | 1             | 625          | –              | Schwendi               |
| Sinningen        | –             | 233          | –              | Kirchberg an der Iller |
| Steinberg        | –             | 542          | –              | Staig                  |
| Stetten          | –             | 384          | –              | Achstetten             |
| Sulmingen        | –             | 309          | –              | Maselheim              |
| Unter-Balzheim   | 532           | –            | –              | Balzheim               |
| Unter-Kirchberg  | –             | 710          | -              | Illerkirchberg         |
| Unterweiler      | 21            | 202          | –              | Ulm                    |
| Wain             | 895           | 2            | –              | Wain                   |
| Walpertshofen    | –             | 209          | –              | Mietingen              |
| Wangen           | 3             | 257          | –              | Illerrieden            |
| Weinstetten      | 5             | 381          | –              | Staig                  |
| Wiblingen        | 50            | 883          | –              | Ulm                    |
| Summe            | 2712          | 21816        | 802            |                        |

### Änderungen im Gemeindebestand seit 1813

Gemeinden und Markungen um 1860

Nachdem die Verfassung von 1819 die Grundlage für die kommunale Selbstverwaltung bereitet hatte, konstituierten sich die Gemeinden im modernen Sinne. Um 1825 wurden Sinningen und Wangen zu selbständigen Gemeinden erhoben, Staig hingegen nach Weinstetten eingegliedert.
1835 wurde aus Teilen der Gemeinde Dietenheim (Markungen Grubach, Hörenhausen, Weihungszell) die neue Gemeinde Sießen gebildet.
Um 1845 wurden die Jetzhöfe von Orsenhausen nach Sießen umgemeindet.
1854 wurde der Glaserhof von Gutenzell (Oberamt Biberach) nach Oberbalzheim umgemeindet.
1861 wurde die Holzmühle von Burgrieden nach Oberholzheim umgemeindet.
1869 erhielt Laupheim das Stadtrecht.
1927 wurde Wiblingen nach Ulm eingemeindet und verließ somit das Oberamt Laupheim.
1933 wurde der Halbertshof von Wain nach Unterbalzheim umgemeindet.

## Amtsvorsteher
- 1810–1812: Johann Karl Pistorius
- 1812–1819: Johann Christian Sorn
- 1819–1822: Daniel von Baldinger
- 1822–1824: Hayd (Amtsverweser)
- 1825–1841: Franz Wilhelm Gaul
- 1841–1853: Johann Michael Lindenmayer
- 1853–1862: Hermann Karl Baumann
- 1863–1867: Gottfried Höschle
- 1867–1875: Georg Christian Wernle
- 1875–1882: Theodor Pichler
- 1882–1890: Wilhelm Höschele
- 1890–1895: Georg Müller
- 1896–1908: Alfred Kinzelbach
- 1908–1915: Theodor Ehemann
- 1915–1918: Wilhelm Schall
- 1918–1928: Fritz Kindel
- 1928–1933: Artur Fiederer
- 1933–1938: Richard Alber